# Wellstedia
Wellstedia es un género de plantas con flores perteneciente a la familia Boraginaceae. Comprende seis especies.

## Taxonomía
El género fue descrito por Isaac Bayley Balfour y publicado en Proc. Roy. Soc. Edinburgh 12: 407. 1884.

## Especies
- Wellstedia dinteri
- Wellstedia filtuensis
- Wellstedia lacinata
- Wellstedia robusta
- Wellstedia socotrana
- Wellstedia somalensis